# LaVey-satanism
LaVey-satanism är en religion baserad på Anton LaVeys filosofi som är nedskriven i bland annat Den sataniska bibeln. Filosofiskt är den kraftigt influerad av Aleister Crowley. Satan beskrivs inom LaVey-satanismen som en positiv symbol för dess världssyn och representerar människans naturliga beteende. Den viktigaste högtiden inom LaVey-satanismen, är utövarens egen födelsedag.

## Organisationer
Det finns primärt två organisationer baserade på denna typ av satanism, Church of Satan, skapad av LaVey och nu administrerad av Peter H. Gilmore, och First Satanic Church, administrerad av LaVeys dotter Karla. Dessa är dock inte de enda organisationerna baserade på LaVey-satanismen. Church of Satan erkänner inte de andra organisationerna.

## Gud och Djävulen
LaVey-satanister tror varken på Gud eller Djävulen i begreppens traditionella mening. Satanister är i grund och botten ateister, och placerar sig själva i Guds ställe. Magus Peter H. Gilmore sade i dokumentärfilmen "Inside the Church of Satan" att han anser att det finns köttsliga människor, och spirituella människor. De köttsliga människorna känner inget behov att ha någon helig, exekutiv övermakt över dem, utan tar hand om sig själva och ser till sin egen lycka. De spirituella människorna känner ett behov av att ha någon form av auktoritet som är större än de själva för att känna sig säkra. Magus Peter H. Gilmore uttrycker dock tydligt att han inte har något emot andra religioner så länge de håller sig för sig själva.
LaVeys verk pekar mot ett mer hedniskt perspektiv, och ser djur och natur som en modell och fokus för religion. LaVeys syn ger eko på mycket av Marquis de Sades verk; han ifrågasätter bevis för ett gudomligt högre väsen och tror på krafterna av naturen istället. En LaVey-satanist är sannolikt olik en annan typ av satanist i det avseendet att Gud sällan nämns och aldrig direkt diskuteras inom läran.

## Etisk lära

### Fundamental individualism
Centralt inom LaVey-satanismen är idén från Friedrich Nietzsche att en individ måste hitta och genomdriva sin egen mening i livet och resa sig över konformiteten i den stora massan. Satanisten kan likställas med Nietzsches Övermänniska. LaVey hävdade att "satanister är födda, inte gjorda"[källa behövs] och att satanister "har en sjukdom kallad självständighet, som behöver bli uppmärksammad precis som alkoholism"[källa behövs]. Det finns drag av libertarianism; mångfald uppmuntras och alla förväntas finna sin egen sexualitet, skapa sin egen personlighet och sätta sina egna mål i livet.

### Naturliga instinkter
Sinnlig natur och lust är inte sett som något vilt att tämja, men som en flyktig kraft i den djupaste delen av en individs själ. Den moderna människan idag är enligt LaVey-satanisterna i många fall avskärmad från naturen och som ett resultat av det från livet självt. En av de fundamentala lärosatserna i LaVeys satanistiska världssyn är: "Livet är den stora tillfredsställelsen."[källa behövs] Skuld förkastas inom läran som något skapat av svaga och obetydliga människor. Djur och barn är lovprisade inom LaVey-satanismen som uttryck av ren instinkt och tillfredsställelse.

### LaVey-satanismens syn på sex
LaVey-satanismen förespråkar sexuell frihet under förutsättningen att man inte skadar någon annan. Att inte skada någon, innebär dock inte den oavsiktliga skada som de som inte håller med om ens syn på sex kan känna, på grund av deras osäkerhet angående sexuell moral.
Varje person måste enligt läran själv bestämma vilken form av sexuell aktivitet som bäst passar dennes individuella behov. Lavey-satanismen uppmuntrar den typ av sexuell aktivitet som rättfärdigt tillfredsställer det individuella behovet, må det vara heterosexuell, homosexuell, bisexuell eller asexuell. LaVey-satanismen godkänner även fetischismer eller dylikt som vanligtvis anses som avvikelser, så länge som det inte involverar någon som inte vill vara inblandad.

### Klass och kön
LaVey-satanismen har misantropiska och elitistiska drag. Anton LaVey förespråkade en typ av naturlig skiktindelning till olika klasser. Han fördömde demokrati, välfärdsstaten, och feminism som system som leder till masslikformighet mellan raser, kön och varierade intelligenser. Dock ansåg han att man kunde vara en bra satanist oavsett politisk ideologi.
LaVey uppmuntrade kvinnor att utnyttja sin "femininitet" för att öka i styrka och välbehag. Han ansåg att feminism uppmuntrade kvinnor att hata sin femininitet. Han publicerade The Compleat Witch, (senare omtitlad till, The Satanic Witch), år 1971.

### Den gyllene regeln
Lex talionis, eller lagen om "tand och klo" ersätter det kristna "gör mot andra vad du vill andra ska göra mot dig" med "gör mot andra det som andra gör mot dig".  LaVey-satanister strävar efter att bara ge medkänsla och sympati till dem som förtjänar det. Enligt läran är kärlek, medlidande och sympati inte till för att slösas på otacksamma. LaVey kände att intelligenta och starka människor tillbringade för mycket tid på att visa omsorg för "psykiska vampyrer" - svaga individer som alltid krävde uppmärksamhet och omsorg utan att ge något tillbaka. Han lärde ut att satanister skulle sträva efter att undvika såna människor så långt som möjligt för att kunna leva överensstämmande med sina instinkter och individuella viljor.